# ロンド・ファン・フラーンデレン2012
ロンド・ファン・フラーンデレン2012(Ronde van Vlaanderen 2012)は、ロンド・ファン・フラーンデレンの96回目のレース。2012年4月1日に行われた。

## 概要

### コース
- 1973年から当大会のゴール地点となっていたニノヴに代わり、アウデナールデが新たなゴール地点となった。尚、スタート地点は例年通りブルッヘ。
- これに伴いコースが大幅に変更され、例年レース最終盤の勝負所となっていたカペルミュールとボスベルグがコースから外され、代わりにオウデ・クワレモントとパテルベルグを含む周回を3回こなす形となった。
- 最終的に16の登坂箇所[1]が設けられ、内10箇所が石畳（アスファルト区域と混在しているところも含む）となっている。

## 参加チーム

### UCIプロチーム
| チーム名                             | 国籍           | コード |
| ------------------------------------ | -------------- | ------ |
| AG2R・ラ・モンディアル               | フランス       | ALM    |
| アスタナ                             | カザフスタン   | AST    |
| BMC・レーシングチーム                | アメリカ合衆国 | BMC    |
| エウスカルテル・エウスカディ         | スペイン       | EUS    |
| FDJ・ビッグマット                    | フランス       | FDJ    |
| ガーミン・バラクーダ                 | アメリカ合衆国 | GRM    |
| グリーンエッジ                       | オーストラリア | GEC    |
| チーム・カチューシャ                 | ロシア         | KAT    |
| ランプレ・ISD                        | イタリア       | LAM    |
| リクイガス・キャノンデール           | イタリア       | LIQ    |
| ロット・ベリソル                     | ベルギー       | LTB    |
| モビスター・チーム                   | スペイン       | MOV    |
| オメガファーマ・クイックステップ     | ベルギー       | OPQ    |
| ラボバンク                           | オランダ       | RAB    |
| レディオシャック・ニッサン・トレック | ルクセンブルク | RNT    |
| チーム・サクソバンク                 | デンマーク     | SAX    |
| チーム・スカイ                       | イギリス       | SKY    |
| ヴァカンソレイユ・DCM                | オランダ       | VCD    |

### 招待チーム
- アクセントジョブス - ウィレムス・フェランダス（ ベルギー・ACC）
- ファルネーゼ・ヴィーニ＝セッレ・イタリア（ イギリス・FRA）
- ランドバウクレディット - ユーフォニー（ ベルギー・LAN）
- プロジェクト 1t4i（ オランダ・PRO）
- トップスポート・フラーンデレン - メルカトル（ ベルギー・TSV）
- チーム・ヨーロッパカー（ フランス・EUC）
- チーム・ネタップ（ ドイツ・APP）

## 結果
- ブリュッヘ〜アウデナールデ 256km

| 順位 | 選手名                         | 国籍       | チーム                                   | 時間          |
| ---- | ------------------------------ | ---------- | ---------------------------------------- | ------------- |
| 1    | トム・ボーネン                 | ベルギー   | オメガファーマ・クイックステップ         | 6時間04分33秒 |
| 2    | フィリッポ・ポッツァート       | イタリア   | ファルネーゼ・ヴィーニ＝セッレ・イタリア | 同            |
| 3    | アレッサンドロ・バッラン       | イタリア   | BMC・レーシングチーム                    | +01秒         |
| 4    | フレフ・ファン・アヴェルマート | ベルギー   | BMC・レーシングチーム                    | +38秒         |
| 5    | ペーター・サガン               | スロバキア | リクイガス・キャノンデール               | 同            |
| 6    | ニキ・テルプストラ             | オランダ   | オメガファーマ・クイックステップ         | 同            |
| 7    | ルカ・パオリーニ               | イタリア   | チーム・カチューシャ                     | 同            |
| 8    | トマ・ヴォクレール             | フランス   | チーム・ヨーロッパカー                   | 同            |
| 9    | マティ・ブレシェル             | デンマーク | ラボバンク                               | 同            |
| 10   | シルヴァン・シャヴァネル       | フランス   | オメガファーマ・クイックステップ         | 同            |